# Imran Hamza Alawiye
Imran Hamza Alawiye (arabisch عمران حمزة علوي, DMG ʿImrān Ḥamza ʿAlawī; * Juli 1954 in Ogbomosho) ist ein nigerianisch-britischer Arabist, Pädagoge, Islamwissenschaftler und Autor. Er gilt als einer der bekanntesten Lehrer für die arabische Sprache im Vereinigten Königreich.
Er wuchs in der südwestnigerianischen Großstadt Ogbomosho auf, erhielt seine akademische Ausbildung allerdings in Saudi-Arabien. Dort studierte er Arabisch an der Islamischen Universität Medina und erwarb sowohl einen Bachelor als auch einen Master. Anschließend wurde er 1985 an der School of Oriental and African Studies in der britischen Hauptstadt London mit der Dissertation Ibn al-Jawzi’s apologia on behalf of the black people and their status in Islam. A critical edition and translation of Kitab Tanwir Al-Ghabash Fi Fadl L-Sudan Wa’l-Habash zum Ph.D. promoviert.
Im Juli 1991 gründete er den Verlag Anglo-Arabic Graphics Ltd., über den er seine Publikationen vertreibt. Seine Bücherserie „Gateway to Arabic“ – zu der begleitend mittlerweile auch Karteikarten sowie Audio-Kassetten und -CDs erschienen sind – wird (Stand: Februar 2018) von der Mehrzahl der Madrasas im Vereinigten Königreich verwendet. Alawiye gründete darüber hinaus auch selbst eine Madrasa im Westen Londons, an der er Sprachlehrer ausbildet. Seit dem 11. Oktober 2013 vermittelt er Sprachlektionen zudem auf seinem eigenen YouTube-Kanal und hat dort (Stand: Juni 2021) 233.000 Abonnenten. Die Redaktion der monatlich im Londoner Borough Harrow verlegten Zeitung The Muslim News setzte Alawiye im Rahmen der jährlichen Vergabe der The Muslim News Awards for Excellence im Februar 2018 auf die Shortlist für den Sankore University Award for Excellence in Education.
Imran Hamza Alawiye ist mit Zaynab Alawiye (* 1964) verheiratet; die Familie lebt im westlichen Londoner Borough Ealing. Im Juni 2015 gründeten beide die Charitable Incorporated Organisation Helping Hands for Education, die sich auf vielfältige Weise um eine Verbesserung der Bildungsinfrastruktur für unterprivilegierte Kinder in Ogbomosho bemüht.

## Publikationen (Auswahl)
- Imran Hamza Alawiye: Arabic from the beginning. Part one. Anglo-Arabic Graphics, 2013, London, ISBN 978-0-956-68821-7.

Serie „Gateway to Arabic“
- Imran Hamza Alawiye: Gateway to Arabic, book 1. A foundation course in reading and writing Arabic. Anglo-Arabic Graphics, London, 2002, ISBN 978-0-954-08331-1.
- Imran Hamza Alawiye: Gateway to Arabic, book 2. Anglo-Arabic Graphics, London, 2005, ISBN 978-0-954-08330-4.
- Imran Hamza Alawiye: Gateway to Arabic, book 3. Anglo-Arabic Graphics, London, 2005, ISBN 978-0-954-08332-8.
- Imran Hamza Alawiye: Gateway to Arabic, book 4. Anglo-Arabic Graphics, London, 2006, ISBN 978-0-954-08333-5.
- Imran Hamza Alawiye: Gateway to Arabic, book 5. Anglo-Arabic Graphics, London, 2006, ISBN 978-0-954-08337-3.
- Imran Hamza Alawiye: Gateway to Arabic, book 6. Anglo-Arabic Graphics, London, 2006, ISBN 978-0-954-08338-0.
- Imran Hamza Alawiye: Gateway to Arabic, book 7. Anglo-Arabic Graphics, London, 2007, ISBN 978-0-954-75099-2.

Serie „The key to Arabic“
- Imran Hamza Alawiye: The key to Arabic, book 1. Fast track to reading and writing Arabic. Anglo-Arabic Graphics, London, 2005, ISBN 978-0-954-75091-6.
- Imran Hamza Alawiye: The key to Arabic, book 2. Fast track to learning Arabic. Anglo-Arabic Graphics, 2008, London, ISBN 978-0-955-63344-7.

Serie „Arabic without tears“
- Imran Hamza Alawiye: Arabic without tears. A first book for younger learners. Anglo-Arabic Graphics, 2006, London, ISBN 978-0-954-75096-1.
- Imran Hamza Alawiye: Arabic without tears. The second book for younger learners. Anglo-Arabic Graphics, 2007, London, ISBN 978-0-955-63340-9.